# Navis
Navis é um município da Áustria, situado no distrito de Innsbruck-Land, no estado do Tirol. Tem 64,11 km² de área e sua população em 2019 foi estimada em 2.037 habitantes.